# Das 2. Gebot
Das 2. Gebot (рус. «Вторая заповедь») — третий студийный альбом немецкой индастриал группы Unheilig, выпущенный 7 апреля 2003 года.

## Об альбоме
Das 2. Gebot поступил в продажу в двух версиях — стандартной, содержащей 12 композиций, и лимитированной с бонус-диском. Обе версии вышли в обычной упаковке, в отличие от следующих альбомов «Zelluloid» и «Moderne Zeiten», для которых лимитированные версии оформлены в виде Digipak. Двухдисковая версия содержит в качестве бонуса мини-альбом «Maschine».

## Список композиций
1. «Eva» («Ева») — 4:40
2. «Maschine» («Машина») — 4:05
3. «Gib mir mehr» («Дай мне больше») — 3:38
4. «Sternenschiff» («Звездолёт») — 4:38
5. «Vollmond» («Полная луна») — 6:43
6. «Jetzt noch nicht» («Не сейчас») — 4:19
7. «Der Mann im Mond» («Человек на луне») — 3:56
8. «Schutzengel» («Ангел-хранитель») — 4:24
9. «Rache» («Месть») — 4:38
10. «Mona Lisa» («Мона Лиза») — 4:15
11. «Krieg der Engel» («Война ангелов») — 4:05
12. «Herzland» («Родина») — 3:43

Бонусный диск «Maschine»:
1. «Maschine [Club Edit]» — 4:14
2. «Maschine [Album Version]» — 4:05
3. «This Corrosion» («Эта коррозия») — 8:39
4. «Maschine [Der Graf Remix]» — 5:16
5. «Schleichfahrt» («Тайная прогулка») — 4:07